# フレスカ (岡山県の企業)
 株式会社フレスカ （英: Fresca Co.,Ltd.）は、岡山県岡山市に本社を置く、焼肉店グループである。焼肉店「ぐりぐり家」などを展開する。

## 沿革
岡山県下を主な対象として食肉及び食肉加工品、焼肉のたれなどの製造卸売販売を行っている石井食品が、飲食事業参入のために設立した。
会社沿革
- 1996年12月 - 有限会社フレスカを設立。
- 1998年 7月 - 「焼肉処allaぐりぐり家」ジョイポリス店を開店。
- 2000年11月 - 「韓国家庭料理闇市」中央町店を開店。
- 2002年 7月 - 「釜飯と串焼とりでん」笹沖店を開店。（フランチャイズ）
- 2005年 3月 - 株式会社フレスカへ組織変更。
- 2008年 3月 - 「もつ料理専門店天神」本町店を開店。

## 店舗
焼肉grigliaぐりぐり家
- 岡山ジョイポリス店
- 岡山駅前店[3]
- 総社店[4]
- 福山南店
- 駅家店
- 蔵王店
- 春日店
- 松永店
- 三原店
- 西条店
- 焼山店
- イオンモール広島祇園店

炭火焼肉闇市
- 中央町店

もつ料理専門店天神
- 本町店[5]